# Futbol'nyj Klub Volga Nižnij Novgorod
Il Futbol'nyj Klub Volga Nižnij Novgorod (in russo Футбольный клуб «Волга» Нижний Новгород?), spesso abbreviato in Volga o Volga Nižnij Novgorod, è stata una società calcistica russa con sede nella città di Nižnij Novgorod.

## Storia
Fondata nel 1998, ha partecipato alla Prem'er-Liga.
Il risultato di maggior prestigio raggiunto dal club sono state le semifinali in Coppa di Russia raggiunte nella stagione 2011-2012.
Al termine della stagione 2015-2016 il club fallì.

## Palmarès

### Competizioni nazionali
- Vtoroj divizion: 1

2008
- Kubok PFL: 1

2008

### Altri piazzamenti
- Pervaja Liga:

Secondo posto: 1963
- Coppa di Russia:

Semifinalista: 2011-2012
- PFN Ligi:

Secondo posto: 2010

## Organico

### Rosa 2016-2017
| N. |                    | Ruolo | Calciatore                  |
| -- | ------------------ | ----- | --------------------------- |
| 3  | Russia (bandiera)  | D     | Artem Pasko                 |
| 6  | Russia (bandiera)  | D     | Dmitrij Poljanin (capitano) |
| 7  | Armenia (bandiera) | A     | Artur Sarkisov              |
| 8  | Russia (bandiera)  | C     | Dmitrij Maljaka             |
| 10 | Russia (bandiera)  | A     | Andrej Kozlov               |
| 11 | Russia (bandiera)  | C     | Michail Kostjukov           |
| 12 | Russia (bandiera)  | C     | Aleksey Shelyakov           |
| 13 | Russia (bandiera)  | A     | Il'ja Kucharčuk             |
| 14 | Russia (bandiera)  | C     | Ėduard Suchanov             |
| 15 | Russia (bandiera)  | D     | Rosen Kolev                 |
| 16 | Russia (bandiera)  | P     | Denis Vavilin               |
| 17 | Russia (bandiera)  | C     | Artur Minosyan              |
| 19 | Russia (bandiera)  | D     | Konstantin Garbuz           |

| N. |                       | Ruolo | Calciatore         |
| -- | --------------------- | ----- | ------------------ |
| 22 | Russia (bandiera)     | C     | Ivan Lukjanov      |
| 25 | Russia (bandiera)     | D     | Andrej Bujvolov    |
| 27 | Russia (bandiera)     | D     | Dmitri Kuraev      |
| 29 | Tagikistan (bandiera) | D     | Iskandar Dzhalilov |
| 31 | Brasile (bandiera)    | C     | Leandro da Silva   |
| 33 | Russia (bandiera)     | C     | Nail' Zamaliev     |
| 71 | Russia (bandiera)     | P     | Aleksey Kuznetsov  |
| 77 | Ucraina (bandiera)    | D     | Andriy Proshin     |
| 95 | Russia (bandiera)     | C     | Ilya Petrov        |
| 96 | Russia (bandiera)     | D     | Nikita Nikolaev    |
| 97 | Russia (bandiera)     | D     | Kirill Malyarov    |
|    | Russia (bandiera)     | A     | Artem Pogosyan     |
|    | Russia (bandiera)     | P     | Rustam Yatimov     |

### Rosa 2012-2013
| N. |                                 | Ruolo | Calciatore         |
| -- | ------------------------------- | ----- | ------------------ |
| 1  | Russia (bandiera)               | P     | Artur Nigmatullin  |
| 4  | Russia (bandiera)               | D     | Dmitrij Ajdov      |
| 5  | Russia (bandiera)               | C     | Andrej Karjaka     |
| 6  | Russia (bandiera)               | D     | Dmitrij Poljanin   |
| 7  | Russia (bandiera)               | C     | Vladislav Ryžkov   |
| 8  | Georgia (bandiera)              | D     | Gia Grigalava      |
| 9  | Russia (bandiera)               | C     | Aleksandr Šulenin  |
| 11 | Russia (bandiera)               | A     | Šamil' Asil'darov  |
| 12 | Israele (bandiera)              | D     | Dani Bondar        |
| 13 | Russia (bandiera)               | C     | Dmitrij Kudrjašov  |
| 14 | Armenia (bandiera)              | A     | Artur Sarkisov     |
| 15 | Russia (bandiera)               | D     | Egor Tarakanov     |
| 17 | Croazia (bandiera)              | C     | Matija Dvorneković |
| 19 | Bosnia ed Erzegovina (bandiera) | A     | Mersudin Ahmetović |
| 21 | Russia (bandiera)               | C     | Ruslan Adžindžal   |
| 23 | Romania (bandiera)              | C     | Mihăiță Pleșan     |

| N. |                    | Ruolo | Calciatore           |
| -- | ------------------ | ----- | -------------------- |
| 25 | Russia (bandiera)  | D     | Andrej Bujvolov      |
| 27 | Russia (bandiera)  | A     | Aleksej Sapogov      |
| 29 | Russia (bandiera)  | A     | Šota Bibilov         |
| 30 | Polonia (bandiera) | C     | Ariel Borysiuk       |
| 31 | Russia (bandiera)  | P     | Il'ja Abaev          |
| 33 | Russia (bandiera)  | D     | Nikolaj Zajcev       |
| 35 | Estonia (bandiera) | P     | Sergei Pareiko       |
| 41 | Russia (bandiera)  | P     | Michail Keržakov     |
|    | Russia (bandiera)  | D     | Nikita Čičerin       |
|    | Russia (bandiera)  | A     | Dmitrij Bulykin      |
|    | Russia (bandiera)  | C     | Artur Minosyan       |
| 63 | Russia (bandiera)  | D     | Aleksandr Belozёrov  |
| 77 | Russia (bandiera)  | A     | Aleksandr Salugin    |
| 83 | Russia (bandiera)  | C     | Aleksandr Charitonov |
| 87 | Russia (bandiera)  | C     | Il'ja Maksimov       |

### Rose delle stagioni precedenti
- 2011-2012